# اکسامی، بزیازی
اکسامی، بزیازی (به لاتین: Akcami, Bozyazı) یک منطقهٔ مسکونی در ترکیه است که در استان مرسین واقع شده‌است.

## خصوصیات
اکسامی ۵۴ نفر جمعیت دارد و ۲۱۰ متر بالاتر از سطح دریا واقع شده‌است.